# Bücher-Streit
Der Bücher-Streit, auch Karl Bücher-Streit genannt, war ein Streit im Deutschen Kaiserreich zu Beginn des 20. Jahrhunderts zwischen Wissenschaftlern, Gelehrten und Bibliothekaren auf der einen, Buchhändlern und Verlegern auf der anderen Seite um die Gewährung von Rabatten und Preisnachlässen bei (wissenschaftlichen) Büchern.
Die Diskussionen wurden in Zeitungen, wissenschaftlichen Zeitschriften, Büchern und Verhandlungen ausgetragen, teilweise in sehr polemischer und persönlicher Form. Ihren Höhepunkt beziehungsweise deren Eskalation erreichte die Debatte 1903 mit der Veröffentlichung der Denkschrift „Der deutsche Buchhandel und die Wissenschaft“ des Leipziger Nationalökonomen Karl Bücher. Darin warf er den Buchhändlern unter anderem vor, mit der Kürzung beziehungsweise mit der Abschaffung von Rabatten und der Einführung von festen Ladenpreisen die Bücher zu verteuern und ein Kartell zu bilden. Die Buchhändler und vor allem der Börsenverein der deutschen Buchhändler in Leipzig bestritten diese Vorwürfe, setzten sich publizistisch gegen diese Angriffe zur Wehr und konnten die Buchpreisbindung schließlich aufrechterhalten und durchsetzen.

### Primärliteratur
- L. Pohle: Das deutsche Buchhändlerkartell. Duncker & Humblot, Leipzig 1895. [Aus: Schriften des Vereins für Sozialpolitik. Bd. 61]
- Karl Bücher: Der deutsche Buchhandel und die Wissenschaft. Denkschrift im Auftrage des Akademischen Schutzvereins. 2. stark, vermehrte und verbesserte Auflage. B. G. Teubner, Leipzig 1903. → Der deutsche Buchhandel und die Wissenschaft in der Google-Buchsuche
- Friedrich Paulsen, Wilhelm Ruprecht: Vom deutschen Buchhandel: 4 Aufsätze. Leipzig 1903.
- Robert Ludwig Prager: Die „Ausschreitungen des Buchhandels“. Antwort auf die Denkschrift des Akademischen Schutzvereins. (Sonderabdruck aus dem Börsenblatt für den Deutschen Buchhandel), Börsenverein der Deutschen Buchhändler, Leipzig 1903. → „Die Ausschreitungen des Buchhandels“ in der Google-Buchsuche
- Karl Trübner: Wissenschaft und Buchhandel. Zur Abwehr. Denkschrift der Deutschen Verlegerkammer unter Mitwirkung ihres derzeitigen Vorsitzenden, Dr. Gustav Fischer in Jena. G. Fischer, Jena 1903.
- Theorie und Praxis. Antwort auf Dr. Karl Bücher's Denkschrift „Der deutsche Buchhandel und die Wissenschaft“. Bearbeitet vom Vorstande des Verbandes der Kreis- und Ortsvereine im deutschen Buchhandel. Staackmann, Hamburg, Leipzig 1903.
- Gustav Uhl: Der deutsche Buchhandel und die Wissenschaft: Ein Vademecum für Herrn Dr. Karl Bücher. Hedewig, Leipzig 1904.
- Georg Wissowa: Buchhandel und Wissenschaft. In: Jahrbücher für Nationalökonomie und Statistik. 3. Folge, Band 27, 1904, S. 218–229.
- Robert Liefmann: Der deutsche Buchhandel in der Kartellenquete, nebst Untersuchungen über seine Organisation und seine voraussichtliche Weiterbildung. In: Jahrbücher für Nationalökonomie und Statistik. 3. Folge, Band 28, 1904, S. 200–237.

### Sekundärliteratur
- Georg Leyh (Hrsg.): Handbuch der Bibliothekswissenschaft. Band 1: Schrift und Buch, 2. Auflage, Harrassowitz, Wiesbaden 1952, S. 927–930.
- H. Buske: Bücher-Streit. In: Lexikon des gesamten Buchwesens. Band 2, Anton Hiersemann, Stuttgart 1989, S. 12, ISBN 3-7772-8911-6.
- Hans-Jürgen Teuteberg: Der „Karl Bücher-Streit“: Ein Beitrag zum Verhältnis von Wissenschaft und Buchhandel um 1900. In: Paul Leidinger und Dieter Metzler (Hrsg.): Geschichte und Geschichtsbewußtsein. Festschrift Karl-Ernst Jeismann zum 65. Geburtstag gewidmet von Kollegen und Freunden der Universität Münster. Schnell, Warendorf 1990, S. 414–442.
- Georg Jäger: Buchhandel und Wissenschaft. Zur Ausdifferenzierung des wissenschaftlichen Buchhandels. Typoskript (Lumis-Schriften aus dem Institut für Empirische Literatur- und Medienforschung der Universität-Gesamthochschule Siegen, Nr. 26.) LUMIS, Universität GH Siegen 1990. (PDF), 1,2 MB. [PDF nicht seitenidentisch mit Original-Typoskript]
- Thorsten Grieser: Der „Bücher-Streit“ des deutschen Buchhandels im Jahre 1903. In: Buchhandelsgeschichte, 1996/1, (Beilage zum Börsenblatt des deutschen Buchhandels, Nr. 22, 14. März 1996), B. 17–28.
- Hartmut Zwahr: Inszenierte Lebenswelt: Jahrhundertfeiern zum Gedenken an die Erfindung der Buchdruckerkunst. Buchgewerbe, Buchhandel und Wissenschaft. In: Geschichte und Gesellschaft. Zeitschrift für Historische Sozialwissenschaft. 22. Jahrgang (1996), Heft 1, S. 5–18.
- Georg Jäger: Von der Krönerschen Reform bis zur Reorganisation des Börsenvereins 1928. In: Der Börsenverein des Deutschen Buchhandels 1825–2000. Ein geschichtlicher Aufriss. Herausgegeben im Auftrage der Historischen Kommission von Stephan Füssel, Georg Jäger und Hermann Staub in Verbindung mit Monika Estermann. Buchhändler-Vereinigung, Frankfurt am Main 2000, S. 60–90, ISBN 3-7657-2297-9.
- Alexandra Haase: Karl Bücher und der Akademische Schutzverein. In: Leipziger Jahrbuch zur Buchgeschichte. Band 11/2001–2002. Harrassowitz, Wiesbaden, S. 141–235. ISBN 3-447-04581-7.
- Alexandra Fritzsch: Wissenschaft, Verlage und Buchhandel im Deutschen Kaiserreich. Der Bücher-Streit 1903. In: Olaf Blaschke und Hagen Schulze (Hrsg.): Geschichtswissenschaft und Buchhandel in der Krisenspirale? Eine Inspektion des Feldes in historischer, internationaler und wirtschaftlicher Perspektive. (Historische Zeitschrift, Beihefte (Neue Folge); Band 42), Oldenbourg, München 2006, S. 21–32, ISBN 3-486-66642-8. → Wissenschaft, Verlage und Buchhandel im Deutschen Kaiserreich. Der Bücher-Streit 1903 in der Google-Buchsuche